# Верхний Ципикан
Ве́рхний Ципика́н — упразднённый посёлок в Баунтовском эвенкийском районе Бурятии. Входил в сельское поселение «Ципиканское». Исключен из учётных данных в 2024 году.

## География
Расположен на правом берегу реки Ципикан в 30 км к юго-западу от центра сельского поселения, посёлка Ципикан, и в, приблизительно, 100 км по автодороге северо-западнее районного центра — села Багдарин.

## Население
| 2002 | 2010 |
| ---- | ---- |
| 0    | →0   |